# District d'Ahmadnagar
Le district d'Ahmadnagar (en Marathi:  अहमदनगर जिल्हा) est un district de la Division de Nashik du Maharashtra.

## Description
Son chef-lieu est la ville d'Ahmadnagar. Au recensement de 2011, sa population était de 4 543 159 habitants.